# مصفوفة فعالة
المصفوفة الفعالة (بالإنجليزية: Active matrix')‏ تقنية للشاشات فيها غلاف شبكي ذو مصفوفة فعالة من العناصر الدقيقة. حيث كل عنصر عرض أو كل بكسل يضم مكونا نشطا من ترانزستور الغشاء الرقيق للمحافظة على حالته بيت عمليات المسح. يعمل الغشاء الرقيق بصفة محول لكل بكسل لتشغيل كل بكسل من خلال شحنة كهربائية. وتتفوق المصفوفة النشطة على المصفوفة السلبية Passive Matrix في زاوية المشاهدة التي تصل إلى 45 درجة